# Savcı Bey
Ne doit pas être confondu avec Savci Bey ou Saru Batu Savcı Bey.
 (juin 2020).
Si vous disposez d'ouvrages ou d'articles de référence ou si vous connaissez des sites web de qualité traitant du thème abordé ici, merci de compléter l'article en donnant les références utiles à sa vérifiabilité et en les liant à la section « Notes et références ».
Savcı Bey ou Savcı Gazi (en arabe : صاووجي باي بن عُثمَان), né vers 1294 et mort vers 1325. Il est le fils d'Osman Ier, le fondateur de l'Empire ottoman et Rabia Bala Mal Hatun, la fille du célèbre Cheikh Edebali.

## Biographie
Savcı Bey fils d'Osman Ier, le fondateur de la dynastie ottomane chef de la tribu Kayı qui prend le pouvoir après la mort de son père Ertuğrul en 1281.